# محمد حسن‌دوست
محمّد حسن‌دوست (زادهٔ ۱ مرداد ۱۳۴۶ در رشت) پژوهشگر و متخصص زبان‌های ایرانی باستان و استاد وابستهٔ دانشگاه شهید بهشتی است.

## زندگی و تحصیلات
حسن‌دوست دارای درجهٔ دکتری در رشتهٔ فرهنگ و زبان‌های باستانی از دانشگاه تبریز، ۱۳۷۸ است. او کارشناسی ارشد خود را نیز در همین رشته دریافت کرده‌است. رشتهٔ تحصیلی وی در دورهٔ کارشناسی، زبان و ادبیات فارسی بوده‌است. 
همچنین او پژوهشگر فرهنگستان زبان و ادب فارسی است.

## آثار
او مؤلف فرهنگ تطبیقی–موضوعی زبان‌ها و گویش‌های ایرانی نو است. این اثر، که در سال ۱۳۹۰ برندهٔ جایزهٔ کتاب سال شد، یک فرهنگ لغت موضوعی است که در سال ۱۳۸۹ در دو مجلد و از سوی انتشارات فرهنگستان زبان و ادب فارسی چاپ و منتشر شده است.
حسن‌دوست،  مؤلف فرهنگ ریشه‌شناختی زبان فارسی است. 
این اثر، که در سال ۱۳۹۴ برندهٔ جایزهٔ سی‌وسومین دورهٔ کتاب سال در گروه «زبان‌های باستانی» شد، یک فرهنگ لغت اختصاصی برای ریشه‌شناسی زبان فارسی است که در سال ۱۳۹۳ در پنج جلد و از سوی انتشارات فرهنگستان زبان و ادب فارسی چاپ و منتشر شده است.
حسن‌دوست، پیشتر، در سال ۱۳۸۳، جلد نخست فرهنگی با همین نام، شامل حروف «آ ـ ت» (چاپ فرهنگستان زبان و ادب فارسی) را منتشر کرده بود.
فارسی باستان (کتیبه‌ها، واژه‌نامه‌ها)، جلد نخست در سال۱۳۹۹(چاپ فرهنگستان زبان و ادب فارسی) این کتاب در سال ۱۴۰۱  کتاب شایسته تقدیر شناخته شد.همچنین در جشنواره فارابی ۱۴۰۲ رتبه دوم را به خود اختصاص داد. 